# Праслен
Праслен (фр. Praslin) — острів в Індійському океані, належить до Північно-східної групи Внутрішніх Сейшельських островів. Входить до складу країни Сейшельські Острови.

## Історія
Острів був відкритий експедицією Лазара Піко у 1744 році, спершу дістав назву Пальмового острова (фр. Isle de Palmes). У ті часи він слугував притулком для піратів та арабських купців. У 1768 році французький мореплавець Маріон дю Френ дав острову сучасну назву на честь французького дипломата Сезара Габріеля де Шуазьє (фр. César Gabriel de Choiseul), герцога Праслена.

## Географія та адміністративний поділ
Другий за розміром острів Сейшельського архіпелагу. Розташований за 36 км на північний захід від острова Мае. Розміри — 11 на 4 км. На півночі від острова Праслен лежать острови Кюрьйоз, Шов-Сурі, Сен-Пьєр, Бубі та Арід, на заході — острови Норт-Казін та Саут-Казін, на сході — острови Раунд, Ла-Діг, Ла-Фуш, Фелісіте, Коко, Вест-Сістер (Птіт-Сьор), Гран-Сьор, Мері-Анн та штучний острів Ів.
Ландшафт острова переважно гористий.
Адміністративно острів розділений на два округи: Baie Sainte Anne та Grand Anse. Основними населеними пунктами є Байє Сент-Анн (Baie Ste Anne), Анс Вольбер (Anse Volbert) та Гранд-Анс (Grand Anse).

## Природа
Унікальною особливістю острова є дощовий праліс. Праслен є одним з двох островів, на яких росте символ Сейшел — сейшельська пальма, гаї якої збереглися у первісному вигляді на цьому острові.
На Праслені мешкають ендемічні види птахів, такі як сейшельський бюльбюль та сейшельський чорний папуга.
Заповідник Валле-де-Ме у 1983 році був внесений до списку об'єктів Світової спадщини ЮНЕСКО.

## Клімат
Клімат острова тропічний. Океан забезпечує вологість близько 75-80% та теплу погоду цілий рік. Денна температура повітря коливається від 25 °C до 32 °C. У грудні-січні бувають рясні тропічні зливи.

## Інфраструктура
На острові розташовано багато готелів та курортів, є ресторани, спа-салони, казино та нічні клуби. Праслен відомий своїми пляжами Анс-Лаціо, Анс-Жоржетт та Кот-д'Ор, які входять до десяти найкращих пляжів світу.
Є аеропорт, з якого двомоторні літаки здійснюють рейси кілька разів на день. З островами Мае та Ла-Діг здійснюється поромне сполучення.

## Галерея

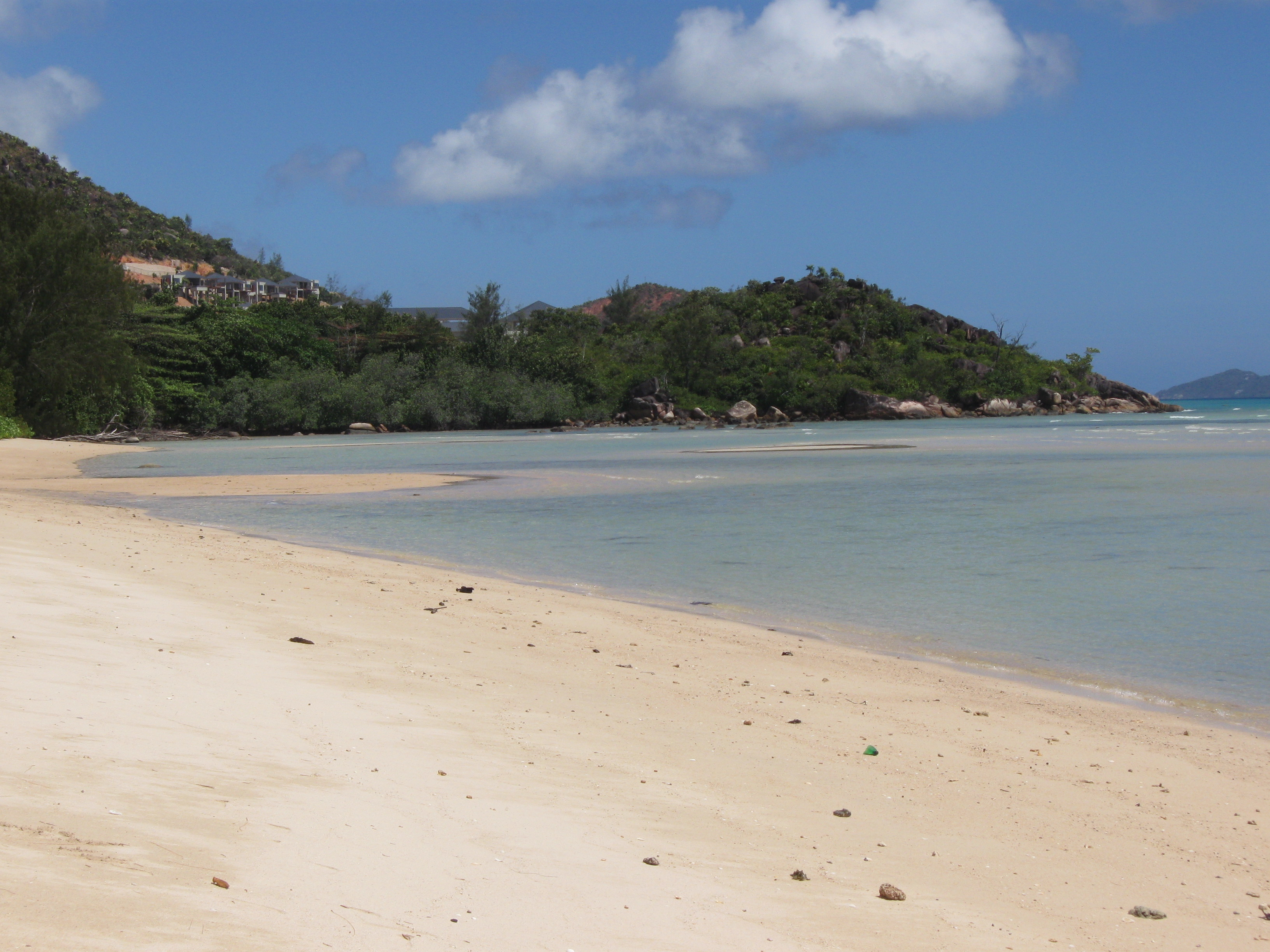
Пляж Анс-Буден
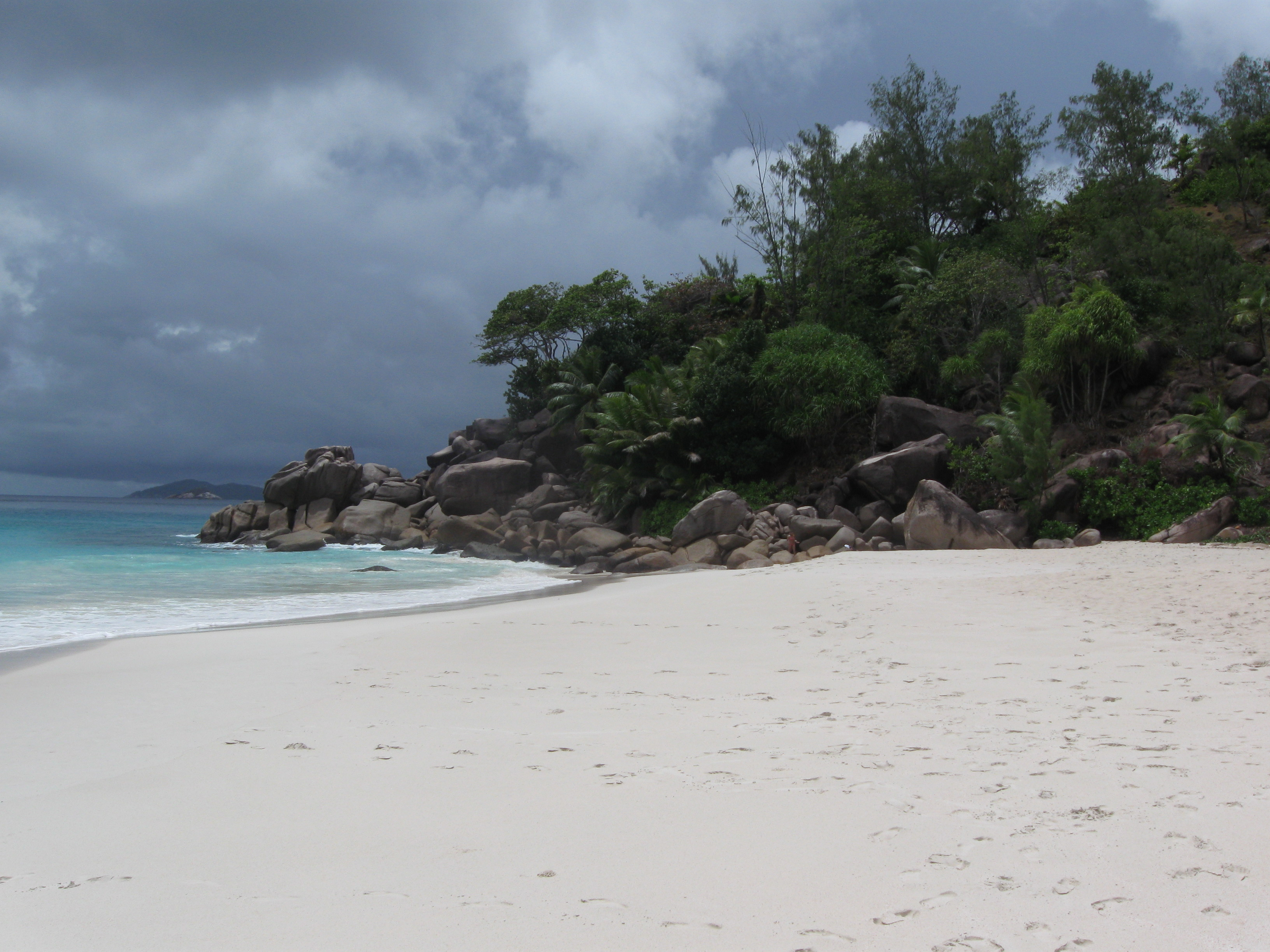
Пляж Анс-Жоржетт
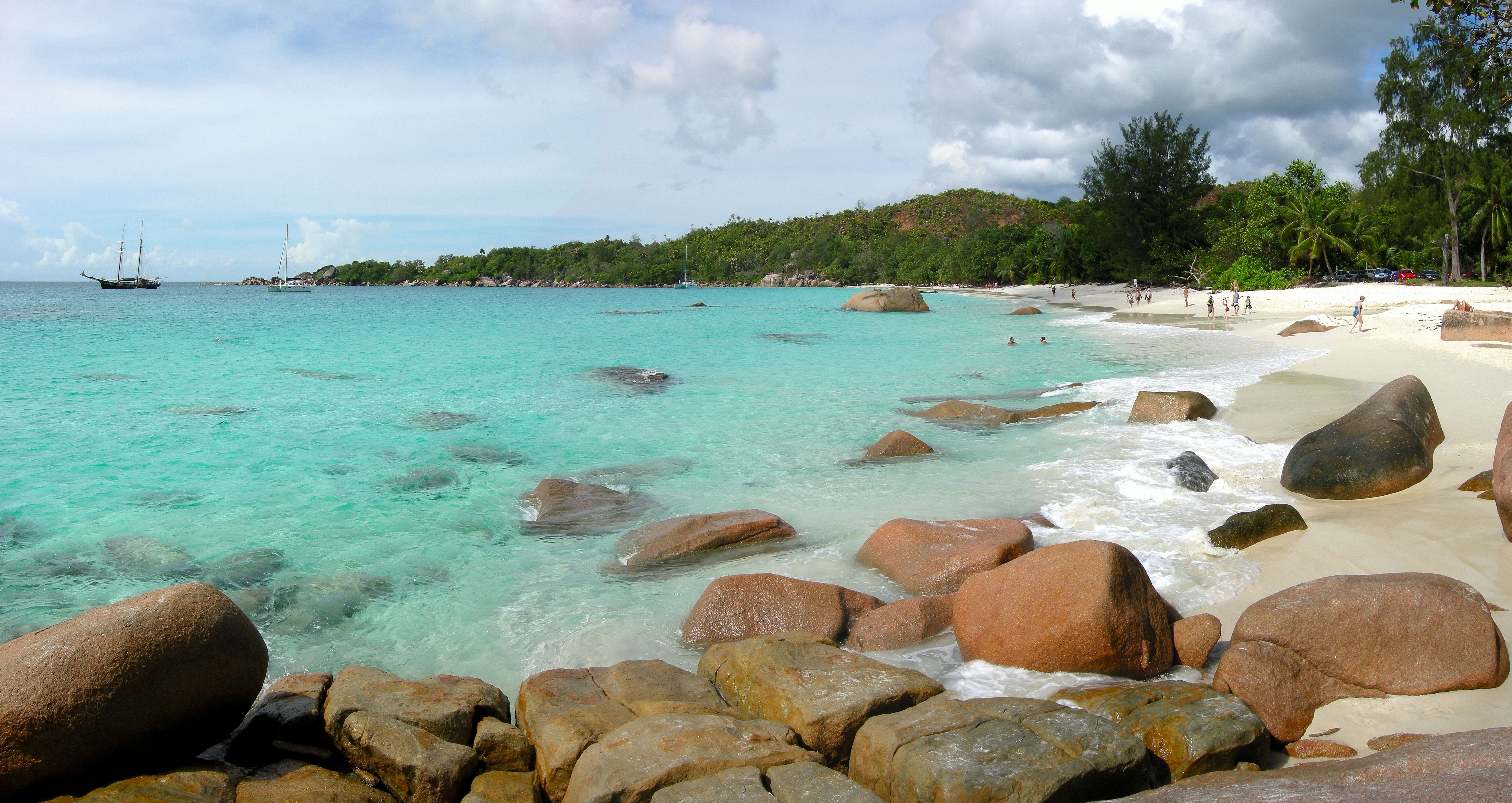
Пляж Анс-Лаціо
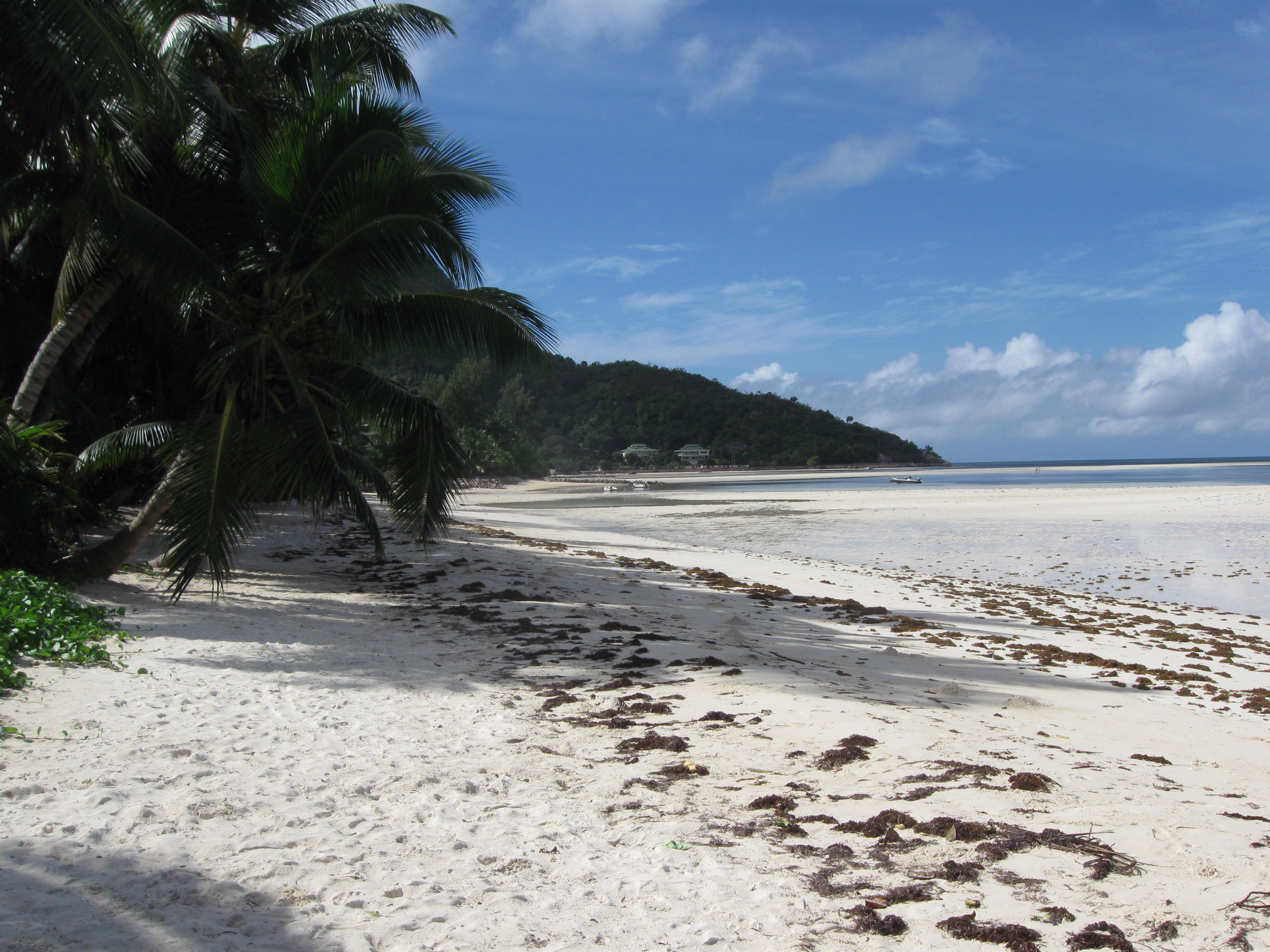
Пляж Гран-Анс
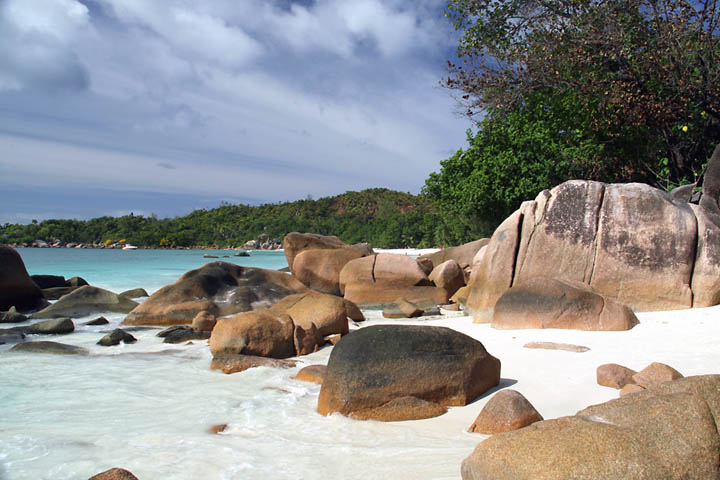
Пляж Анс-Лаціо
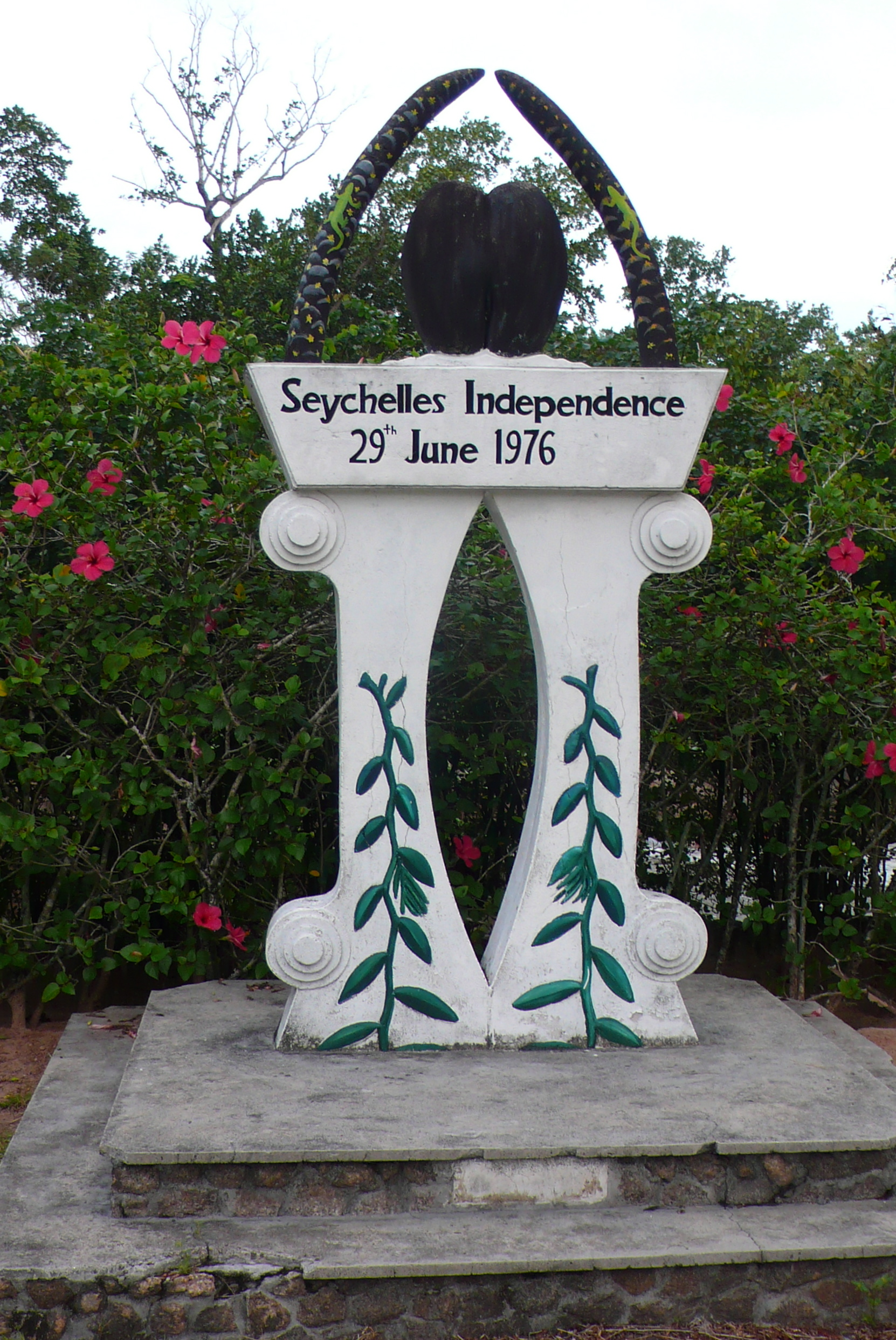
Монумент незалежності Сейшел на о. Праслен
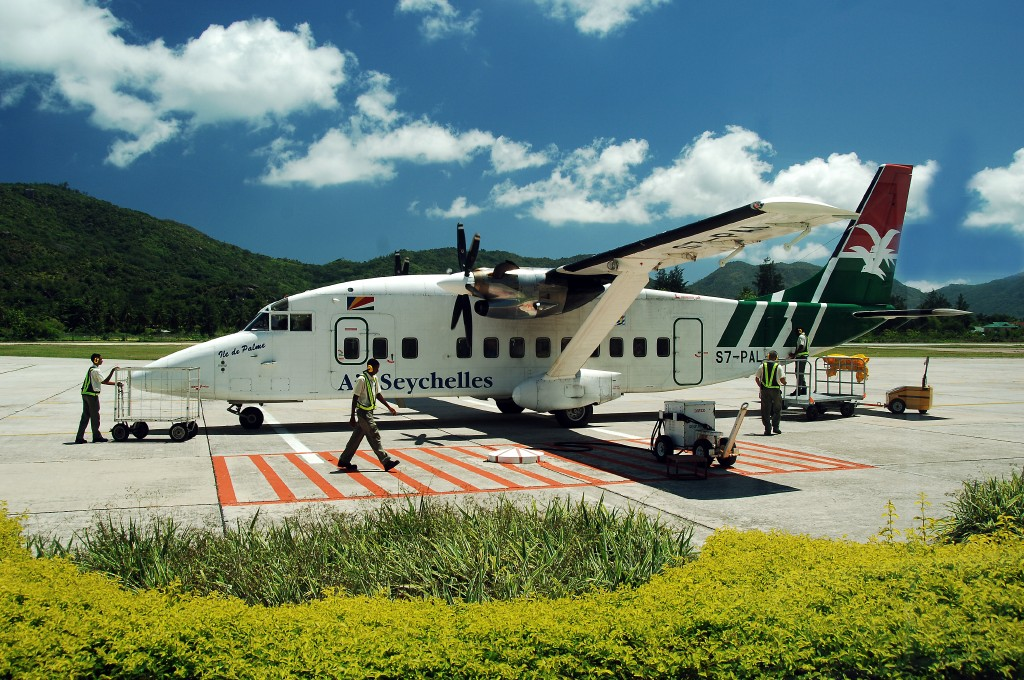
Літак в аеропорту о. Праслен